# Mercedes-Benz C216
C216 è la sigla di un'autovettura coupé di grandi dimensioni prodotta dalla Mercedes-Benz dal 2006 al dicembre del 2013 e costituente la terza serie della cosiddetta Classe CL, ossia la classe delle coupé ammiraglie della casa automobilistica tedesca.

## Storia e profilo
Il 13 settembre del 2006, al Salone di Parigi, è avvenuta la presentazione della nuova coupé di lusso destinata a sostituire la precedente Classe CL C215 nella gamma Mercedes-Benz. Seguendo la tradizionale successione dei numeri di serie tra diverse generazioni appartenenti alla stessa fascia di mercato, la nuova vettura portava la sigla di progetto C216. Anche in questo caso, si trattava di una coupé derivata direttamente dall'ammiraglia di Stoccarda, la Classe S, che pochi mesi prima era arrivata alla sua nuova generazione, siglata W221.

La C216 è cresciuta nelle dimensioni, solo di qualche centimetro, sufficiente a superare la soglia dei cinque metri di lunghezza, diventando per un breve periodo la coupé più lunga del mondo, almeno fino al 2008, quando avrebbe debuttato la Rolls-Royce Phantom Coupé, forte di 54 cm in più.

La concorrenza contro la quale la CL C216 ha dovuto misurarsi fin dal suo esordio era costituita in primis dalle versioni di punta della BMW Serie 6, ossia la 650i e la M6, oramai giunte alla generazione E63/64. Inoltre, un'altra avversaria di spicco era la Bentley Continental GT, contro la quale la C216 poteva contrapporre i suoi modelli di punta. In seguito, poi, si sarebbero fatte avanti altre avversarie in fasce di mercato simili, come le Maserati Granturismo e Ferrari 612 Scaglietti, altre gran coupé di lusso da quasi cinque metri di lunghezza, e la britannica Jaguar XK, altra rivale di mercato, specie nella versione R.

La C216 è stata pensata per raccogliere consensi nel mercato statunitense, da sempre un mercato strategico per il gruppo Daimler.

### Linee ed interni
La CL C216 proponeva novità su tutti i fronti, a cominciare da quello puramente stilistico: esternamente, la linea appariva nel complesso più sinuosa, ma anche più aggressiva. Il frontale ha abbandonato la soluzione dei quattro fari tondi in favore di nuovi gruppi ottici a forma di spicchio, sistemati in posizione estremamente decentrata ed al di fuori della linea di battuta del cofano anteriore. Quest'ultimo era leggermente più rialzato rispetto al piano dei parafanghi anteriori ed inglobava in piccola parte la parte superiore dell'imponente calandra trapezoidale a tre listelli orizzontali, dominata dal grande stemma a tre punte della Casa, stemma che veniva ripetuto anche poco più in alto, all'estremità anteriore del cofano. Pulito e lineare il disegno del paraurti anteriore, tagliato in due da una linea orizzontale e con due fendinebbia circolari agli estremi. La vista laterale permetteva di apprezzare i tocchi di sportività e dinamismo conferiti alla vettura dal team di designer della Casa tedesca, team diretto da Peter Pfeiffer. In particolare saltavano all'occhio i passaruota allargati, sia anteriormente che posteriormente, gli ormai consueti specchietti retrovisori con indicatori di direzione integrati, il padiglione arcuato, l'ancor più tradizionale vetratura laterale priva di montante centrale, la linea cromata che sottolinea il corpo vettura nella parte bassa della fiancata, ed infine la marcata nervatura longitudinale che dal passaruota anteriore solca la vettura per quasi tutta la sua lunghezza fino a spegnersi in coda, dopo aver toccato l'angolo esterno dei fari posteriori. Questi ultimi, in realtà, sono stati disegnati in modo da far sembrare che la nervatura laterale continui anche al di sotto delle plastiche dei fari stessi, disegnando una zona riservata alle luci di retromarcia. Il lato interno dei fari posteriori della CL C216, invece, sono tagliati in obliquo dalla linea laterale di chiusura del portellone del bagagliaio.

L'abitacolo della CL C216 mantiene l'abituale configurazione 2+2 dei posti con l'eleganza cara alla Casa tedesca. La plancia ed il cruscotto sono stilisticamente imparentati con quelli montati sulla Classe S W221, lanciata pochi mesi prima. L'accessibilità e l'abitabilità interna sono notevoli, anche nei sedili posteriori. La sportività non è invece marcata internamente, poiché la CL è stata concepita per essere in primis una comoda e confortevole coupé, piuttosto che una sportiva da strada senza compromessi. Il vano bagagli è soddisfacente, grazie alla sua forma regolare, ma la capienza non è da primato nella categoria.

### Struttura, meccanica e motorizzazioni

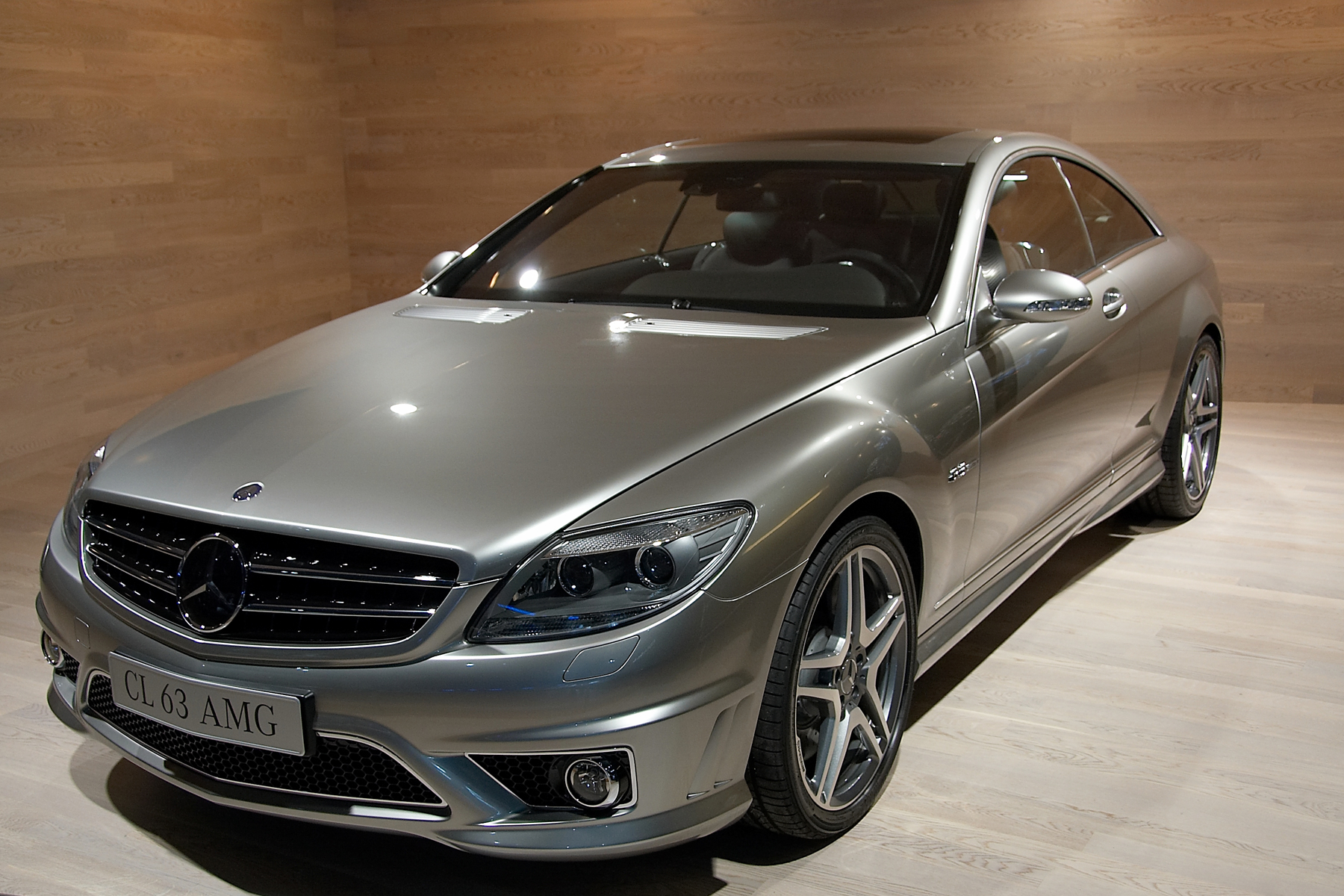
Il minaccioso frontale di una CL 63 AMG

La CL C216 condivide pianale e meccanica con la berlina W221, ma anche le tecnologie montate da quest'ultima. La scocca in acciaio e lega leggera, progettata secondo gli avanzati criteri di deformazione programmata, fa da cornice a soluzioni come le sospensioni a ruote indipendenti con avantreno a bracci trasversali e braccio obliquo ed il retrotreno multilink. Gli ammortizzatori sono anche qui di tipo pneumatico, ma con una differenza importante, rispetto alla W221, che sta nella loro gestione. Lo smorzamento delle vibrazioni in conseguenza delle asperità del fondo stradale è in questo caso affidato al sistema ABC (Active Body Control), evoluzione del sistema Airmatic, presente invece nella W221. Il sistema ABC si avvale di 13 sensori che inviano ogni 10 millisecondi ad una centralina dedicata tutte le informazioni relative alla velocità della vettura ed al tipo di sollecitazioni subite dalle sospensioni, per quanto riguarda il rollio, il beccheggio ed altro ancora. In tal modo, tramite opportuni servomeccanismi idraulici, vengono regolate la rigidità delle sospensioni e l'altezza da terra della vettura, contrastando fenomeni indesiderati come ad esempio il vento laterale ed assicurando sempre un assetto di guida pressoché piatto. Come risultato, si ottiene che la CL C216 non patisce in pratica alcun scompenso d'assetto, grazie anche ad altri dispositivi che interagiscono con l'ABC, come l'ESP, l'ASR e l'ABS.

L'impianto frenante a quattro dischi autoventilanti assicurano una frenata d'eccellenza, come si conviene ad una vettura di tale rango.

Al suo debutto, la C216 è stata proposta in quattro motorizzazioni, tutte a benzina:
- CL 500, spinta da un motore V8 da 5461 cm³ da 388 CV;
- CL 600, equipaggiata da un V12 biturbo da 5513 cm³ in grado di erogare 517 CV;
- CL 63 AMG, mossa da un potente V8 da 6208 cm³ e 525 CV di potenza massima;
- CL 65 AMG, top di gamma equipaggiata da un V12 biturbo da 5980 cm³ in grado di erogare 612 CV.

Per alcuni mercati, come per esempio il nostro, le versioni AMG non sono entrate immediatamente in listino, ma solo qualche mese dopo, già in pieno 2007.

Non esistono trasmissioni manuali per la CL C216: la CL 500 e la CL 63 AMG erano equipaggiate con un cambio automatico-sequenziale a gestione elettronica a 7 rapporti, il 7G-Tronic ormai montato anche su alcuni altri modelli della Casa, mentre le altre due versioni montavano un automatico-sequenziale a 5 rapporti.

### Equipaggiamento
Al debutto, la C216 è stata resa disponibile in due livelli di allestimento, denominati Chrome e Sport. Le versioni AMG, però, erano disponibili in un unico livello di allestimento dedicato.

Oltre che sui già citati sistemi ABC, ABS, ESP ed ASR, la gamma C216 poteva contare anche su: sistema Pre-Safe (in caso di impatto imminente, predispone sedili, l'eventuale tetto apribile ed altri parametri delle vettura al fine di assicurare la maggior protezione possibile agli occupanti), ausilio alla partenza in salita, 8 airbag, vetri elettrici anteriori e posteriori, bracciolo ant. e post. sollevabili, portiere con chiusura servoassistita, cerchi in lega da 17/18/19/20 pollici, a seconda della versione, climatizzatore automatico multizona, Easy-Entry con regolazione automatica del volante, sedili elettrici con memoria per sedili, specchietti e volante, tergilavafari, inserti in radica, navigatore satellitare, retrovisori elettrici, termici e abbattibili, interni in pelle, sensori luci, pioggia e specchietto interno anabbagliante, accesso posteriore con sedili anteriori a reclinamento elettrico, sedili anteriori riscaldabili, avviso riduzione pressione pneumatici, sistema di visione notturna con parabrezza atermico, fonoassorbente e raggi infrarossi-riflettente, servosterzo parametrico, tetto apribile elettrico in cristallo, vernice metallizzata, vetri stratificati atermici, insonorizzati e IR-riflettenti, vani portaoggetti refrigerati.
La serie di optional include: parktronic, assistenza cambio corsia, distronic plus (auto riduzione velocità in funzione del veicolo che precede, sistema radar), DVD-charger, sedili multicountor con funzione massaggio, ventilazione, pelle traforata, e sedili adattivi al corpo, Sound System Sourround Harmann Kardon Logic 7 con 13 altoparlanti, frigobar posteriore, volante riscaldabile.

## Evoluzione
Nel 2007, le versioni AMG esordirono anche nel mercato italiano, compresa la CL 63 AMG V-Max, con limitatore di velocità spostato dai tradizionali 250 km/h a 300 km/h. La CL65 è stata invece proposta in Italia unicamente con il pacchetto V-Max di serie, mentre in altri Paesi (compresa la Germania), poteva essere acquistata anche con limitatore a 250 km/h. Sempre nel 2008, viene introdotta la CL 500 4-Matic, dotata di trazione integrale, prima coupé Mercedes-Benz ad adottarla. Poiché tale tipo di trazione si è rivelato incompatibile con il sistema Active Body Control, la CL500 4-Matic è unicamente disponibile con il sistema Airmatic.

Nel 2009 viene introdotta una versione a tiratura limitata denominata 100 Years of a Star. Tale versione, realizzata sulla base della CL 500 in entrambe le varianti di trazione (posteriore o integrale), è stata pensata per celebrare i 100 anni dalla nascita della Stella a tre punte, simbolo storico della Mercedes-Benz. La vettura è equipaggiata con accessori quali il pacchetto sportivo AMG, i cerchi in lega AMG da 20 pollici, il logo Mercedes-Benz originario sul tunnel centrale e le pinze freno con la scritta Mercedes-Benz.

Nel settembre 2010 si ha il restyling di mezza età: in un primo tempo, sembrava che la Casa tedesca avesse deciso di ribattezzare il modello come Classe S Coupé, esattamente come fece diversi anni prima con la coupé C140. Ma in seguito si decise di mantenere la denominazione corrente. Esteticamente l'aggiornamento è percepibile nel frontale, dove vengono ridisegnati i gruppi ottici, ora più aggressivi e con tecnologia a led, vengono introdotte le luci diurne a led nel paraurti anteriore, anch'esso ridisegnato. Anche la calandra è stata ridisegnata, e risulta più grande e dotata di soli due listelli orizzontali anziché tre. Anche i fari posteriori usufruiscono della tecnologia a led. Dal punto di vista delle motorizzazioni, le novità si fanno più consistenti, poiché in pratica l'intera gamma è stata rivoluzionata, risultando così composta:
- CL 500 BlueEfficiency, con motore V8 biturbo da 4663 cm³ in grado di erogare 435 CV di potenza massima;
- CL 500 BlueEfficiency 4-Matic, come la precedente ma con trazione integrale 4-Matic;
- CL 600 AMG, unico modello a non subire sostanziali modifiche, tranne un leggero miglioramento nell'erogazione di coppia motrice;
- CL 63 AMG, equipaggiata da un V8 biturbo da 5461 cm³ e 544 CV:
- CL 63 AMG Performance, con lo stesso motore della "normale" CL 63 AMG, ma portato a 571 CV e limitatore di velocità portato a 300 km/h;
- CL 65 AMG Performance, mossa dallo stesso motore di prima, ma con potenza portata a 630 CV e con pacchetto Performance di serie.

La CL 63 AMG ha visto l'introduzione del nuovo cambio automatico-sequenziale Speedshift a 7 rapporti al posto del precedente 7G-Tronic.
A dicembre del 2013 la C216 esce di produzione: verrà sostituita dalla nuova coupé C217 su base Classe S W222, ma non conserverà la denominazione CL, bensì vi sarà un ritorno alla vecchia denominazione S Coupé, come negli anni novanta.

## Modelli derivati
Nel 2006 l'azienda Russo-Baltiquè è stato acquistata da un gruppo di investitori tedeschi e russi, con l'idea di proporre una vettura di alta gamma, la Impression, una coupé che sembra progettata nell'Europa degli anni trenta, presentata ufficialmente e in anteprima al Concorso di eleganza di Villa d'Este, (a Cernobbio) ad aprile 2006. Tale vettura era basata meccanicamente sulla Mercedes CL65 AMG..

## Riepilogo caratteristiche
Di seguito sono riepilogate le versioni previste per la gamma C216. I prezzi riportati si riferiscono al momento del debutto nel mercato italiano:
| Mercedes-Benz C216 (dal 2006 al 2013)                   |              |                      |                |                                |                |                 |                    |                    |              |                     |                    |                      |                    |                           |
| Modello                                                 | Sigla telaio | Motore               | Cilindrata cm³ | Alimentazione                  | Potenza CV/rpm | Coppia Nm/rpm   | Cambio/ N°rapporti | Massa a vuoto (kg) | Velocità max | Acceler. 0–100 km/h | Consumo (l/100 km) | Emissioni CO2 (g/km) | Anni di produzione | Prezzo al debutto in Euro |
| CL 5001                                                 | 216.371      | M273E55 (273.961)    | 5461           | Iniezione elettronica          | 388/6000       | 530/ 2800-4800  | AS/7               | 1.920              | 250          | 5"4                 | 12.1               | 288                  | 2006-10            | 118.381                   |
| CL 500 4-Matic                                          | 216.386      | M273E55 (273.968)    | 5461           | Iniezione elettronica          | 388/6000       | 530/ 2800-4800  | AS/7               | 1.980              | 250          | 5"5                 | 12.1               | 289                  | 2008-10            | 130.691                   |
| CL 500 BlueEfficiency                                   | -            | M278DE47LA           | 4663           | Iniezione diretta bi-turbo     | 435/5250       | 700/ 1800-3500  | AS/7               | 2.010              | 250          | 4"9                 | 9.2                | 224                  | 2010-13            | 127.130                   |
| CL 500 BlueEfficiency 4-Matic                           | -            | M278DE47LA           | 4663           | Iniezione diretta bi-turbo     | 435/5250       | 700/ 1800-3500  | AS/7               | 2.045              | 250          | 4"9                 | 9.9                | 237                  | 2010-13            | 129.040                   |
| CL 600                                                  | 216.376      | M275KE55LA (275.953) | 5513           | Iniezione elettronica bi-turbo | 517/5000       | 830/ 1900-3500  | AS/5               | 2.110              | 250          | 4"6                 | 14.3               | 340                  | 2006-10            | 159.391                   |
| CL 600                                                  | 216.376      | M275KE55LA (275.953) | 5513           | Iniezione elettronica bi-turbo | 517/5000       | 830/ 1800-3500  | AS/5               | 2.110              | 250          | 4"6                 | 13.8               | 322                  | 2010-13            | 166.960                   |
| CL 63 AMG                                               | 216.377      | M156E63 (156.984)    | 6208           | Iniezione elettronica          | 525/6800       | 630/5200        | AS/7               | 2.010              | 250          | 4"6                 | 14.9               | 355                  | 2006-10            | 160.321                   |
| CL 63 AMG                                               | -            | M157DE55LA           | 5461           | Iniezione diretta bi-turbo     | 544/5500       | 800/ 2000-4500  | AS/7               | 2.010              | 250          | 4"5                 | 10.5               | 244                  | 2010-13            | 172.490                   |
| CL 63 AMG V-Max                                         | 216.377      | M156E63 (156.984)    | 6208           | Iniezione elettronica          | 525/6800       | 630/5200        | AS/7               | 2.010              | 300          | 4"6                 | 14.9               | 355                  | 2007-10            | 163.561                   |
| CL 63 AMG Performance                                   | -            | M157DE55LA           | 5461           | Iniezione diretta bi-turbo     | 571/5500       | 900/ 2250-3750  | AS/7               | 2.010              | 300          | 4"5                 | 10.5               | 244                  | 2010-13            | 181.970                   |
| CL 65 AMG2                                              | 216.379      | M275KE60LA (275.982) | 5980           | Iniezione elettronica bi-turbo | 612/ 4800-5100 | 1000/ 2000-4000 | AS/5               | 2.165              | 250          | 4"4                 | 14.8               | 355                  | 2006-10            | -                         |
| CL 65 AMG2                                              | -            | M275KE60LA           | 5980           | Iniezione elettronica bi-turbo | 630/4800       | 1000/ 2300-4000 | AS/5               | 2.170              | 250          | 4"4                 | 14.3               | 334                  | 2010-13            | -                         |
| CL 65 AMG V-Max                                         | 216.379      | M275KE60LA (275.982) | 5980           | Iniezione elettronica bi-turbo | 612/ 4800-5100 | 1000/ 2000-4000 | AS/5               | 2.165              | 300          | 4"4                 | 14.8               | 355                  | 2006-10            | 231.115                   |
| CL 65 AMG Performance                                   | -            | M275KE60LA           | 5980           | Iniezione elettronica bi-turbo | 630/4800       | 1000/ 2300-4000 | AS/5               | 2.170              | 300          | 4"4                 | 14.3               | 334                  | 2010-13            | 239.210                   |
| 1CL 550 per il mercato USA 2Non per il mercato italiano |              |                      |                |                                |                |                 |                    |                    |              |                     |                    |                      |                    |                           |